# Helen Clitheroe
Helen Teresa Clitheroe, nata Pattinson (Preston, 2 gennaio 1974), è un'ex mezzofondista e siepista britannica.

## Palmarès
| Anno | Manifestazione          | Sede         | Evento       | Risultato  | Prestazione | Note |
| ---- | ----------------------- | ------------ | ------------ | ---------- | ----------- | ---- |
| 1998 | Giochi del Commonwealth | Kuala Lumpur | 1500 m piani | 9ª         | 4'12"61     |      |
| 2000 | Giochi olimpici         | Sydney       | 1500 m piani | Semifinale | 4'09"60     |      |
| 2002 | Giochi del Commonwealth | Manchester   | 1500 m piani | Bronzo     | 4'07"62     |      |
| 2005 | Europei indoor          | Madrid       | 1500 m piani | 4ª         | 4'07"56     |      |
| 2005 | Mondiali                | Helsinki     | 1500 m piani | 10ª        | 4'05"19     |      |
| 2006 | Giochi del Commonwealth | Melbourne    | 1500 m piani | 4ª         | 4'06"81     |      |
| 2006 | Europei                 | Göteborg     | 1500 m piani | 11ª        | 4'09"73     |      |
| 2007 | Europei indoor          | Birmingham   | 1500 m piani | 4ª         | 4'08"60     |      |
| 2007 | Mondiali                | Osaka        | 3000 m siepi | Batteria   | 9'45"59     |      |
| 2008 | Mondiali indoor         | Valencia     | 3000 m piani | 9ª         | 8'52"77     |      |
| 2008 | Giochi olimpici         | Pechino      | 3000 m siepi | Batteria   | 9'29"14     |      |
| 2009 | Mondiali                | Berlino      | 3000 m siepi | Batteria   | 9'41"71     |      |
| 2010 | Mondiali indoor         | Doha         | 1500 m piani | 7ª         | 4'10"38     |      |
| 2011 | Europei indoor          | Parigi       | 3000 m piani | Oro        | 8'56"66     |      |
| 2011 | Mondiali                | Taegu        | 5000 m piani | 12ª        | 15'21"22    |      |
| 2012 | Mondiali indoor         | Istanbul     | 3000 m piani | 7ª         | 8'59"04     |      |
| 2012 | Europei                 | Helsinki     | 5000 m piani | 16ª        | 15'49"13    |      |
| 2014 | Giochi del Commonwealth | Glasgow      | 5000 m piani | 11ª        | 15'55"00    |      |